# 電台列表
本條目是全球電台的一個列表。類別由7大洲開始, 分支至國家、洲或省。 每個條目都包含有關於電台的資料和歷史。備注: 現在, 不是每個條目的資料都齊全。

## 以洲分類的列表
- 亞洲電台列表
- 歐洲電台列表
- 非洲電台列表
- 中、北美洲電台列表
- 南美洲電台列表
- 大洋洲、南太平洋電台列表

## 通过互聯網的广播
- 網上廣播電台列表

|  | 本条目是列表索引。 |